# Precious
«Precious» — песня британской группы Depeche Mode, первый сингл из их одиннадцатого студийного альбома Playing the Angel, 41-й в дискографии группы. Вышел 3 октября 2005 года в Великобритании и 11 октября в США. В хит-парах поднялся до четвёртой строчки в UK Singles Chart, 71-й в Billboard Hot 100 и 23-й в Modern Rock Tracks.

## О сингле
Это первый оригинальный сингл группы более чем за три года. Песня была запущена на международных радиостанциях и стала доступной для цифровой загрузки 22 августа 2005 года. Композиция неоднократно исполнялась на концертах.
Главный автор песен Depeche Mode Мартин Гор написал эту песню в период своего развода. «Precious» — это послание к собственным детям, которые знали о разводе, и Гор чувствовал себя виноватым из-за того, что им пришлось стать свидетелями этого процесса. Понимая их «ранимое» состояние, Гор выражает им сочувствие, но также сообщает, что «всё ломается», и просит их сохранять веру в своих родителей.
Сторону «Б» занимает «Free» — техно-бит-композиция, в которой ощущается влияние «старой школы». В США данная композиция изначально не была доступна (не считая импортных релизов), но впоследствии стала доступна на iTunes. Она также появляется в качестве бонус-трека на японской версии Playing the Angel.

## Музыкальный видеоклип
В поддержку нового сингла и альбома была запущена программа под названием «приёмник Depeche Mode» (англ. Depeche Mode Receiver). 12 сентября 2005 года через эту программу состоялась мировая премьера видеоклипа «Precious». Недоделанная версия видео просочилась в интернет задолго до выхода песни, и многие фаны смогли прослушать песню примерно за два месяца до официального релиза. Видеоклип, полностью основанный на компьютерной графике, был снят режиссёром Уве Фладе, он же — автор клипа «Enjoy the Silence 04». Он доступен для просмотра в разделе архивов на официальном сайте группы.

## Списки композиций
Слова и музыка всех песен — написаны Мартином Гором.
| №  | Название                               | Длительность |
| -- | -------------------------------------- | ------------ |
| 1. | «Precious»                             | 4:10         |
| 2. | «Precious» (Michael Mayer Ambient Mix) | 3:33         |

| №  | Название                                                | Длительность |
| -- | ------------------------------------------------------- | ------------ |
| 1. | «Precious» (Sasha’s Spooky Mix – Full Length)           | 10:32        |
| 2. | «Precious» (Sasha’s Gargantuan Vocal Mix – Full Length) | 9:40         |

| №  | Название                                | Длительность |
| -- | --------------------------------------- | ------------ |
| 1. | «Precious» (Misc. Full Vocal Mix)       | 5:41         |
| 2. | «Precious» (Michael Mayer Balearic Mix) | 7:18         |
| 3. | «Precious» (Motor Remix)                | 6:37         |
| 4. | «Precious» (Misc. Crunch Mix)           | 6:51         |

| №  | Название                                      | Длительность |
| -- | --------------------------------------------- | ------------ |
| 1. | «Precious» (Album Version)                    | 4:10         |
| 2. | «Precious» (Sasha’s Spooky Mix – Single Edit) | 5:45         |

| №  | Название                                         | Длительность |
| -- | ------------------------------------------------ | ------------ |
| 1. | «Precious» (Sasha’s Gargantuan Vocal Mix – Edit) | 7:15         |
| 2. | «Precious» (Misc. Full Vocal Mix)                | 5:41         |
| 3. | «Free»                                           | 5:10         |

| №  | Название                               | Длительность |
| -- | -------------------------------------- | ------------ |
| 1. | «Precious» (Music Video)               |              |
| 2. | «Precious» (Motor Remix)               | 6:37         |
| 3. | «Precious» (Michael Mayer Ambient Mix) | 3:33         |

| №  | Название                   | Длительность |
| -- | -------------------------- | ------------ |
| 1. | «Precious» (Radio Version) | 3:45         |

| №  | Название                                         | Длительность |
| -- | ------------------------------------------------ | ------------ |
| 1. | «Precious» (Sasha’s Spooky Mix – Edit)           | 7:33         |
| 2. | «Precious» (Sasha’s Gargantuan Vocal Mix – Edit) | 7:15         |
| 3. | «Precious» (Michael Mayer Balearic Mix)          | 7:18         |
| 4. | «Precious» (Misc. Full Vocal Mix)                | 5:41         |
| 5. | «Precious» (Misc. Crunch Mix)                    | 6:51         |
| 6. | «Precious» (Motor Remix)                         | 6:37         |

| №  | Название                                         | Длительность |
| -- | ------------------------------------------------ | ------------ |
| 1. | «Precious» (Album Version)                       | 4:10         |
| 2. | «Precious» (Sasha’s Spooky Mix – Edit)           | 7:33         |
| 3. | «Precious» (Sasha’s Gargantuan Vocal Mix – Edit) | 7:15         |
| 4. | «Precious» (Michael Mayer Balearic Mix)          | 7:18         |
| 5. | «Precious» (Misc. Full Vocal Mix)                | 5:41         |
| 6. | «Precious» (Misc. Crunch Mix)                    | 6:51         |
| 7. | «Precious» (Motor Remix)                         | 6:37         |

| №  | Название                      | Длительность |
| -- | ----------------------------- | ------------ |
| 1. | «Precious» (US Radio Version) | 4:07         |
| 2. | «Precious» (Album Version)    | 4:14         |

| №  | Название                          | Длительность |
| -- | --------------------------------- | ------------ |
| 1. | «Precious» (US Radio Version)     |              |
| 2. | «Precious» (Misc. Full Vocal Mix) |              |
| 3. | «Waiting for the Night» (Bare)    |              |

| №  | Название                                         | Длительность |
| -- | ------------------------------------------------ | ------------ |
| 1. | «Precious» (Calderone & Quayle Damaged Club Mix) | 12:04        |
| 2. | «Precious» (Sasha’s Spooky Mix – Edit)           | 5:44         |
| 3. | «Precious» (Sasha’s Gargantuan Vocal Mix – Edit) | 7:10         |
| 4. | «Precious» (DJ Dan 4 A.M. Mix)                   | 9:51         |
| 5. | «Precious» (Michael Mayer Balearic Mix)          | 7:18         |
| 6. | «Precious» (Misc. Full Vocal Mix)                | 5:41         |
| 7. | «Precious» (Misc. Crunch Mix)                    | 6:51         |
| 8. | «Precious» (Motor Mix)                           | 6:37         |

| №  | Название                                              | Примечания     | Длительность |
| -- | ----------------------------------------------------- | -------------- | ------------ |
| 1. | «Precious» (Sasha’s Gargantuan Instrumental Mix)      |                | 9:51         |
| 2. | «Precious» (Sasha’s Gargantuan Vocal Mix Edit)        | Только для США | 4:17         |
| 3. | «Precious» (Calderone & Quayle Damaged Club Mix)      |                | 12:07        |
| 4. | «Precious» (Calderone & Quayle Damaged Club Mix Edit) | Только для США | 4:28         |
| 5. | «Precious» (DJ Dan’s 4am Mix)                         |                | 9:52         |
| 6. | «Precious» (DJ Dan’s 6am Dub)                         |                | 9:52         |
| 7. | «Precious» (Misc. Full Vocal Mix Edit)                | Только для США | 4:26         |
| 8. | «Precious» (Motor Remix Edit)                         | Только для США | 3:47         |
| 9. | «Precious» (Michael Mayer Ambient Mix)                | Только для США | 3:33         |

## Чарты
| Чарт (2005)                         | Позиция |
| ----------------------------------- | ------- |
| Австрия (Ö3 Austria Top 40)         | 9       |
| Бельгия/Фландрия (Ultratop 50)      | 26      |
| Бельгия/Валлония (Ultratop 50)      | 4       |
| Nielsen SoundScan                   | 2       |
| Дания (Tracklisten)                 | 1       |
| Финляндия (Suomen virallinen lista) | 2       |
| Франция (SNEP)                      | 32      |
| Германия (GfK)                      | 2       |
| Mahasz                              | 1       |
| IRMA                                | 12      |
| Италия (FIMI)                       | 1       |
| Нидерланды (Dutch Top 40)           | 11      |
| Норвегия (VG-lista)                 | 4       |
| ZPAV                                | 1       |
| Испания (PROMUSICAE)                | 1       |
| Швеция (Sverigetopplistan)          | 1       |
| Швейцария (Schweizer Hitparade)     | 12      |
| Великобритания (OCC UK Singles)     | 4       |
| Billboard Hot 100                   | 71      |
| Billboard Hot Dance Club Play       | 1       |
| Billboard Hot Digital Songs         | 50      |
| Billboard Pop 100                   | 52      |

| Годовой чарт (2005) | Позиция |
| ------------------- | ------- |
| PROMUSICAE          | 7       |